# ミネルバ (ガンダムシリーズ)
ミネルバ (MINERVA) は、「ガンダムシリーズ」のうちのコズミック・イラ (C.E.) 年代を描いた「ガンダムSEEDシリーズ」に登場する架空の軍艦。初出作品は、テレビアニメ第2作として2004年 - 2005年に放映された『機動戦士ガンダムSEED DESTINY』。
作中勢力のひとつであるプラントの軍事組織「ザフト」の航宙戦闘艦で、前作の『機動戦士ガンダムSEED』で敵側の地球連合軍に所属していたアークエンジェルの設計を参考にしている。同じく連合側の技術を参考にしたモビルスーツ (MS) の搭載・運用能力を有しており、インパルスガンダムなどの主役機の母艦として活躍する。劇中ではザフトの女性軍人であるタリア・グラディスを艦長として、再度勃発した地球連合軍との戦いに投入される。

## 設定解説
過去に開発されたザフト系統の戦艦とは大きく異なる構造となっており、武装には陽電子砲やビーム砲、多数のミサイル発射口やCIWSを搭載している。単独での大気圏突入能力や巨大な可変翼、底部に搭載された巨大な推力装置による大気圏内での飛行や垂直離着陸を可能とするなど、第二次ヤキン・ドゥーエ攻防戦を生き残った地球連合軍の強襲機動特装艦アークエンジェルを参考としている。その一方、機動性はナスカ級やエターナルなどザフトが開発した高速宇宙艦艇の流れを汲んでおり、劇中でも艦長のタリア・グラディスに「足自慢」と評されている。
上記のほか、第二次ヤキン・ドゥーエ攻防戦後に開発されてセカンドステージシリーズに共通採用されたデュートリオンビーム送電システム発信機やインパルス専用カタパルト、CICと一体化する可変昇降式戦闘ブリッジを採用するなど、歴代のザフト艦艇にはない新システムを多数採用した試験艦としても位置付けられている。
本艦で実装された新機能や特徴の一部は、後年に開発されて「世界平和監視機構コンパス」で運用されるスーパーミネルバ級強襲揚陸艦「ミレニアム」に受け継がれることになる。

## 武装
陽電子破砕砲 QZX-1「タンホイザー」
艦首中央に格納される陽電子砲で、本艦最強の武装。発砲の際にはハッチが開き、砲身が前方にせり出す。かすめただけでガーティ・ルーを小破させる威力があるが、砲塔機関部が艦の装甲から大きく露出し、その部分が無防備状態になるため、MSのビームライフルでも大きなダメージを負う危険性があり、作中ではフリーダムによって発射直前に撃ち抜かれた際には艦内部で誘爆して甚大な被害を被ったほか、最終決戦ではアカツキのライフルによって破壊される）。高威力であるが、陽電子リフレクターでも防ぎ切ることは可能である。しかし、それでもあえて陽動などを目的に発射する場面もあった。また、アカツキのヤタノカガミにも同じく防がれている。
2連装高エネルギー収束火線砲 XM47「トリスタン」
艦尾両舷に各1基ずつ格納される2連装ビーム主砲。右舷が1番砲、左舷が2番砲。アークエンジェル同様、並列式に装備されているため、片舷集中運用は不可能。
42cm火薬式3連装砲 M10「イゾルデ」
艦首中央に格納される副砲。使用時は3連装の砲塔がせり上がり、砲身が伸長する。通常弾のほか、ジャミング弾の発射も可能である。
40mmCIWS
艦体各所にされる近接防御機関砲。敵機およびミサイル迎撃に威力を発揮する。
ミサイル発射管
艦の両舷に多数設置される4連装ミサイル発射管。用途別に数種類のミサイルを選択し、発射する。
- 宇宙用ミサイル「ナイトハルト」
- 地上用ミサイル「パルジファル」
- 迎撃用ミサイル「ディスパール」

魚雷発射管
魚雷「ウォルフラムM25」を装填し、射出する。水上艦艇としても運用できる本艦特有の兵装である。

## 艦載機
- ZGMF-X56S インパルス
- ZGMF-1000 ザクウォーリア[注 1]
- ZGMF-1000 ザクウォーリア（ルナマリア・ホーク専用機）
- ZGMF-1001 ザクファントム（レイ・ザ・バレル専用機）
- ZGMF-601R ゲイツR×2
- ZGMF-X23S セイバー
- ZGMF-X2000 グフイグナイテッド（ハイネ・ヴェステンフルス専用機）
- ZGMF-X42S デスティニー
- ZGMF-X666S レジェンド

## 劇中での活躍
アーモリーワンにおいて進水式を控えての停泊中、カオス、アビス、ガイアのセカンドステージシリーズMSがファントムペインによって強奪され、急遽その追撃任務に着く。また、デュランダルの避難所としても活用され、しばらくは彼の拠点に等しくもなった。
ユニウスセブン落下テロ事件において、ユニウスセブンの地球への落下阻止に投入され、ユニウスセブンの破片をタンホイザーで破砕しながら地球へ降下する。地球連合とプラントの関係が緊張していく中、カーペンタリア基地ではセイバーを、ディオキアではグフイグナイテッド（ハイネ・ヴェステンフルス専用機）を、ジブラルタル基地ではデスティニーとレジェンドを受領するとともに、各地を転戦する。
ガルナハンに設置されていた地球連合軍の陽電子砲（ローエングリン）の砲台破壊作戦では、レジスタンス（少女コニールら）の協力を得て鉱山跡の通路を利用した奇襲作戦を行う。ザフト軍は積極的自衛権行使の大義名分のもと、領土的野心がないと公表していることから前大戦同様の大規模降下作戦ができないため、ラドル隊がバクゥやガズウートの大群で大規模作戦を展開したが失敗し、ことごとく撃破されて苦戦していた。再度のラドル隊の攻撃作戦に協力させられ、デュランダル自身の発案でザフト軍の切り札にされる。
ヘブンズベース戦ではデュランダルのほか、ザフト軍の上層部もブリッジに乗艦し、事実上の旗艦としてブリッジがザフト軍の戦闘指揮所となった。
大戦の裏で暗躍する軍産複合体「ロゴス」側の返答がなく強引に開戦してザフト軍が降下作戦を開始した後、ロゴス側の放ったニーベルングで降下部隊が撃破される。また、出撃してきたデストロイ5機に味方の対ロゴス同盟軍の東アジア共和国軍のイージス艦やザフト軍潜水艦ボズゴロフ級などを多数撃破され、ザフト軍が手をこまねいていた際にタリアがデュランダルに忖度する形でミネルバが出撃させられるMS3機すべてを出撃させた結果、ヘブンズベースの制圧に貢献する。戦闘終了後、パイロット3人にネビュラ勲章（シンは2個目）およびシンとレイに特務隊フェイス権限を与える授賞式を行ったデュランダルは、ミネルバを降りてプラントへの帰国準備とロゴスの主要メンバーでもあるブルーコスモスの盟主のロード・ジブリールの追討作戦に移行し、オーブに逃げ込んだ彼を逮捕するとの名目でオーブへの侵攻も行う。
オーブ侵攻戦の後、月のアルザッヘル基地でレクイエムを発動させたジブリールを討つべく、カーペンタリア基地から再び宇宙へ上がる。ジブリールを取り逃がしたオーブでは侵攻に抗議する同国代表のカガリ・ユラ・アスハによる世界的メッセージ放送が流され、デュランダルの命令と反論でミーア・キャンベルの扮する偽ラクスによるオーブ非難放送を流すが、オーブ側では本物のラクスがカガリとともに連携しており、デュランダル側のラクスが偽物であると明言する。オーブ侵攻戦で旗艦セントヘレンズがアークエンジェルに撃沈されたため、ジブリール拘束の作戦失敗というタリアの判断でミネルバが旗艦になり、ザフト全軍の撤退を決める。
メサイア攻防戦では、レクイエムの1次中継ステーションを巡る戦闘でアークエンジェルを追い詰めたものの、タンホイザーの一撃をムウ・ラ・フラガ（ネオ・ロアノーク）搭乗のアカツキに防御されたうえ、タンホイザー本体を破壊されて甚大な被害を受ける。
最終決戦では月面上空でアークエンジェルと正面から交戦するが、アークエンジェルが一瞬の隙を突いてバレルロールを敢行し、背面飛行で上空に占位する。直上への攻撃手段を持たないため、為す術も無くアークエンジェルの斉射を受けて主砲ビームとMSカタパルトを損傷したうえ、機関部へインフィニットジャスティスのファトゥム-01による突貫攻撃（小説版ではムラサメのビーム）を受けて大破し、月面へ不時着する。その後、乗員たちは退艦したことが副長のアーサー・トラインに後を任せるタリアの台詞からうかがえるが、終戦後の動静（曳航修理や退役・除籍など）は不明。